# Дністер (поїзд №221/222)
«Дністер» — колишній нічний швидкий поїзд № 222Л/221Д регіональної філії Південно-Західна залізниця сполученням Київ — Білгород-Дністровський.
Протяжність маршруту становила — 739 км. На даний поїзд була можливість придбати електронний квиток.

## Історія
14 липня 2015 року був призначений поїзд сполученням Одеса — Київ і курсував щоліта.
У 2016 році був маршрут руху поїзда був продовжений до станції Херсон.
6 червня 2017 року змінений маршрут руху до станції Білгород-Дністровський.
З 10 грудня 2017 року поїзд скасований
25 червня 2021 року поїзд знову відновлений за маршрутом Одеса — Київ, у зворотному напрямку — 29 червня.  

## Інформація про курсування
Поїзд курсував щоденно до відміни, а з 10 грудня 2017 року скасований через зниження пасажиропотоку.
На маршруті руху зупинявся на 11 проміжних станціях: Фастів I, Козятин I, Вінниця, Жмеринка, Вапнярка, Подільськ, Роздільна I, Одеса-Головна, Аккаржа, Кароліно-Бугаз, Бугаз.
| Розклад руху потїзда «Дністер» (до 10 грудня 2017 року) | Розклад руху потїзда «Дністер» (до 10 грудня 2017 року) | Розклад руху потїзда «Дністер» (до 10 грудня 2017 року) | Розклад руху потїзда «Дністер» (до 10 грудня 2017 року) | Розклад руху потїзда «Дністер» (до 10 грудня 2017 року) |
| Час прибуття                                            | Час відправлення                                        | Станція                                                 | Час прибуття                                            | Час відправлення                                        |
| ------------------------------------------------------- | ------------------------------------------------------- | ------------------------------------------------------- | ------------------------------------------------------- | ------------------------------------------------------- |
| —                                                       | 19:55                                                   | Київ-Пасажирський                                       | 10:11                                                   | —                                                       |
| 07:52                                                   | —                                                       | Білгород-Дністровський                                  | —                                                       | 22:22                                                   |

Поїзд курсував до Одеси з ЧС4, ЧС8 (ті, що з поїздом № 287/288)), а до кінцевої під ВЛ40У, ВЛ80, бо на тій станції зміна напрямку.

## Склад поїзда
В обігу перебували два склади формування вагонного депо Київ-Пасажирський з двома групами на Чернігів № 288/287 та на Житомир № 522/521. Актуальну схему на конкретну дату можна було подивитися в розділі «Оn-line резервування та придбання квитків» на офіційному вебсайті ПАТ «Укрзалізниця».
Нумерація вагонів була при відправленні з обох сторін від локомотива поїзда.
В складі поїзда: 3 купейних та 5 плацкартних вагонів.